# 丽江硬叶杜鹃
丽江硬叶杜鹃（学名：Rhododendron tatsienense var. nudatum）为杜鹃花科杜鹃花属下的一个变种。

## 扩展阅读
- 維基物種上的相關：丽江硬叶杜鹃